# Eberhard (Franken)
Eberhard (* um 885; † 2. Oktober 939 bei Andernach) aus der Familie der Konradiner war der jüngere Bruder König Konrads I.
909 war er Laienabt des Klosters St. Maximin in Trier, 913 war er Graf im Hessengau und im Perfgau, 913 und 928 Graf im Oberlahngau. 914 bis 918 war er Markgraf, danach bis 939 Herzog von Franken und von 926 bis 928 gleichzeitig Herzog von Lothringen. 936 war er Truchsess und 938 Pfalzgraf.

## Leben
Eberhard unterstützte die Königsherrschaft seines Bruders (911–918) aktiv, insbesondere gegen die Herzöge Arnulf von Bayern und Heinrich von Sachsen.
Als Konrad I. Ende 918 wusste, dass er sterben würde, forderte er alle Herzöge auf, zu ihm nach Forchheim zu kommen. Sicher ist, dass Heinrich nicht kam. Widukind von Corvey berichtet, dass Konrad auf seinem Sterbebett am 23. Dezember 918 seinen Bruder Eberhard beauftragt habe, Heinrich die Königsinsignien persönlich zu übergeben. Im Mai 919 übergab Eberhard auf dem Reichstag in Fritzlar die Insignien an Heinrich, und Franken sowie Sachsen wählten Heinrich zum König, womit zum ersten Mal ein Sachse Herrscher des ostfränkischen Reiches wurde. Widukinds Designationsbericht wird allerdings heute von vielen Geschichtsforschern als eine von den Liudolfingern aufgebrachte Legende betrachtet.
Das Verhältnis Eberhards zu dem neuen König Heinrich I. war ungetrübt. Von 926 bis 928 übertrug Heinrich I. Eberhard auch das Herzogtum Lothringen, was als Vertrauensbeweis gelten kann: Der neue Herzog konnte durch seine Regierung das Land schnell beruhigen.
Nach Heinrichs Tod geriet Eberhard sehr bald in Konflikt mit Heinrichs Sohn und Nachfolger Otto I. Im Jahre 937 belagerte Eberhard die Burg Helmern bei Peckelsheim, die im fränkischen Herzogtum an der Grenze zu Sachsen lag. Der Burgherr Bruning war Sachse und lehnte ein Lehnsverhältnis zu Eberhard und generell zu einem Franken oder Nicht-Sachsen ab. Otto I. forderte alle Beteiligten auf, nach Magdeburg zum Königsgericht zu kommen. Eberhard musste ein Bußgeld zahlen und seine Hauptleute wurden zum öffentlichen Tragen von toten Hunden verurteilt, was als eine besonders entehrende Strafe angesehen wurde.
Eberhard schloss sich daraufhin den Gegnern Ottos an. 938 rebellierte er gemeinsam mit Ottos älterem Halbbruder Thankmar und dem neuen Herzog von Bayern, Eberhard (Sohn Arnulfs von Bayern). Thankmar wurde jedoch schon 938 im Kampf getötet und Eberhard von Bayern wurde durch seinen Onkel Berthold ersetzt, der in Bayern von 938 bis 945 regierte. Nach kurzzeitiger Versöhnung mit Otto verbündete sich Eberhard mit Giselbert von Lothringen und Ottos jüngerem Bruder Heinrich schon bald darauf zum erneuten Aufstand. Am 2. Oktober 939 wurden Eberhard und Giselbert von den konradinischen Grafen Konrad Kurzbold und Udo I. von der Wetterau in der Schlacht bei Andernach am Rhein geschlagen. Eberhard fiel in der Schlacht; Udo soll ihn eigenhändig getötet haben. Giselbert ertrank im Rhein bei dem Versuch, zu fliehen.